# Louis Brachet
Pour les articles homonymes, voir Brachet.
Louis Brachet  (Louis-loÿs Brachet), né le 2 octobre 1877 dans le 7e arrondissement de Paris, ville où il est mort le 7 décembre 1968 en son domicile dans le 17e arrondissement, est un architecte français du XXe siècle.
Il fut élève de Charles Genuys.

## Biographie
Avec Henri Sauvage, Hector Guimard, Joachim Girard, Pierre Sézille, Tony Selmersheim et Frantz Jourdain, il fonde en 1923 la Société des Architectes modernes.
Sociétaire de la Société nationale des beaux-arts, il expose au Salon des artistes français de 1929 Villa à Albon, trois cadres, façades et plans ainsi que Entrée de l'usine Cazeneuve à St Denis.

## Architecte ferroviaire
Il a spécialement construit plusieurs gares de la Ligne de Sceaux comme Gentilly et fut également architecte de la Compagnie du Paris-Orléans.
Les gares de Capdenac et de Néris relèvent de la tendance régionaliste.

## Réalisations

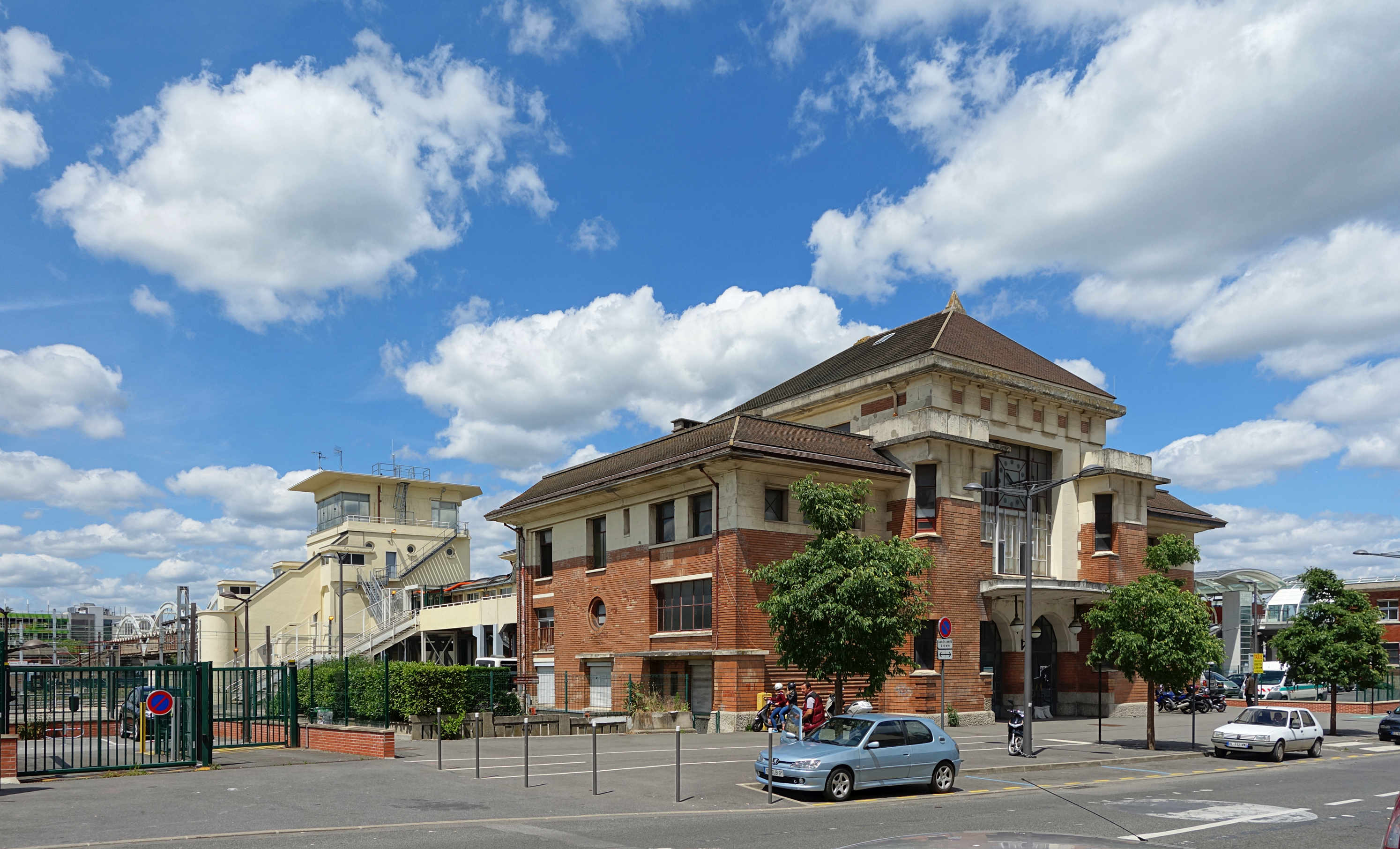
L'ancienne gare RER de Massy-Palaiseau

Paris, 33, Avenue Gambetta ( PSS / Photo : 33, avenue Gambetta (pss-archi.eu))
- Néris-les-Bains, gare de Néris-les-Bains ;
- Paris, gare de Cité Universitaire ;
- Gare de Gentilly
- Gare de Massy-Palaiseau
- Paris, immeuble du n° 25 de l'avenue Pierre-Ier-de-Serbie ;
- Capdenac-Gare, gare de Capdenac ;
- Étampes, le Castel Matho.
- Chapelle Saint-Dominique de Juvisy, 1929